# 细雅碱茅
细雅碱茅（学名：Puccinellia tenella）为禾本科碱茅属下的一个种。